# 753 Tiflis
753 Tiflis è un asteroide della fascia principale del diametro medio di circa 23,59 km. Scoperto nel 1913, presenta un'orbita caratterizzata da un semiasse maggiore pari a 2,3293281 UA e da un'eccentricità di 0,2213345, inclinata di 10,08946° rispetto all'eclittica.
Il suo nome è in riferimento alla città di Tbilisi, in Georgia, patria dello scopritore.